# Ołeksij Lubczenko
Ołeksij Mykołajowycz Lubczenko, ukr. Олексій Миколайович Любченко (ur. 21 września 1971 w m. Orłoweć w obwodzie czerkaskim) – ukraiński ekonomista i urzędnik państwowy, w 2021 pierwszy wicepremier i minister gospodarki.

## Życiorys
Z wykształcenia ekonomista, ukończył w 1993 studia na Kijowskim Państwowym Uniwersytecie Ekonomicznym. Uzyskał następnie doktorat w zakresie nauk ekonomicznych, studia doktoranckie odbył w jednej z jednostek Narodowej Akademii Nauk Ukrainy. W latach 1994–1998 pracował w administracji miejskiej Smiły, m.in. jako zastępca burmistrza. Był następnie m.in. dyrektorem administracji podatkowej w obwodzie czerkaskim (2003–2005), zastępcą przewodniczącego Kirowohradzkiej Obwodowej Administracji Państwowej (2005–2007) oraz wiceprezesem Państwowej Administracji Podatkowej Ukrainy (2009–2011). Później związany z przedsiębiorstwem Ukrahrochimchołdynh jako jego pierwszy wiceprezes.
W kwietniu 2020 został prezesem Państwowej Służby Podatkowej Ukrainy. W maju 2021 objął stanowiska pierwszego wicepremiera oraz ministra gospodarki w rządzie Denysa Szmyhala. Został odwołany w listopadzie tegoż roku.